# Vitaphon
vitaphon (Firmenname: jetzt! Agentur für Komm. & Design GmbH & Co. KG) ist ein deutscher Hörbuchverlag mit Sitz in Klein Krams, Mecklenburg.

## Geschichte
vitaphon wurde 2005 von Susanne Kramer in Hamburg gegründet. Sie hat in Berlin an der Hochschule der Künste Kommunikationswissenschaften studiert und arbeitet als Konzeptionstexterin und Autorin. Mit Trauerhörbüchern fing der Verlag an, heute umfasst das vitaphon-Programm Regionalkrimis, Lyrik, Science Fiction, Satire und zeitgenössische Literatur.
Seit 2013 gibt es den Autorenwettbewerb vitaphonus, der das originellste Hörspiel auszeichnet, 2014 in der Kategorie Hamburg-Krimis. Neben einer neu geschaffenen Auszeichnung aus Steinzeug ist damit ein Preisgeld in Höhe von 500 Euro verbunden, 2. und 3. Platz jeweils 250 Euro. Aufgefordert werden Profi- und Hobbyautoren in immer wieder anderen Genres.
1. Preisträgerin 2014: Lorna Johannsen mit "Bärenblues in St. Georg", 2. Preis: Huug van't Hoff mit "Mordsflut", 3. Preis: Evelyn Rossberg mit "Tod in Ottensen".
Seit 2014 gibt es eine neue  Niederlassung in Klein Krams, Mecklenburg.

## Programm
Der Verlag veröffentlicht die  Hamburg-Krimis. Der erste Fall Todesfalle Speicherstadt erschien im Februar 2010, der neunte Krimi mit dem Titel Todesengel Reeperbahn stammt aus dem Jahr 2012. Regisseure der Studioproduktionen sind u. a. Rolf Schmieding, Niko T. Korron, Jens Wawrczeck und Melanie Thiefenbammel. Im März 2010 fand die Uraufführung der Veranstaltungsreihe Hamburg-Krimis live mit dem ersten Hörspiel Todesfalle Speicherstadt in der BlackBox des Hamburger Dialog im Dunkeln statt. Es folgten zwei weitere Live-Inszenierungen. An die 10.000 Menschen besuchten die Hamburg-Krimis live in Hamburg, Wolfsburg, Buxtehude und Wien.
Neben Werken von zeitgenössischen Hamburger Autoren sind bei vitaphon auch Hörbücher von Hans Christian Andersen, Charles Perrault, Oscar Wilde, Marcel Aymé, Robert Graves, Alexander Puschkin, Conrad Aiken, Wolfgang Borchert, Roland Topor und anderen erschienen.
Mit seiner Edition Audoba möchte Jens Wawrczeck Stoffe in Erinnerung bringen, die in Vergessenheit geraten sind. Im Mai 2008 wurde das erste Werk veröffentlicht. Die Musik stammt von dem Komponisten Henrik Albrecht, der seinen Schwerpunkt auf Hörspielmusik gelegt hat. Jens Wawrczeck spricht seine Produktionen hauptsächlich selbst ein.

## Autoren
Vitaphon verlegt Werke der folgenden Autoren:
- Robert Brack
- Monika Buttler
- Anke Cibach
- Virginia Doyle
- Gunter Gerlach
- Frank Göhre
- Michael Koglin
- Carmen Korn
- RODING
- Regula Venske
- Rainer Sander

## Sprecher (Auswahl)
Folgende Sprecher sind auf Veröffentlichungen von vitaphon zu hören:
- Monty Arnold
- Patrick Bach
- Marc Bator
- Rolf Becker
- Nicole Boguth
- Marlen Diekhoff
- Tanja Dohse
- Andreas Fröhlich
- Andreas Gärtner
- Mechthild Großmann
- Annette Gunkel
- Eva Habermann
- Maria Hartmann
- Nicolas König
- Jens-Uwe Krause
- Michael Lott
- Lutz Mackensy
- John Ment
- Robert Missler
- Nina Petri
- Andreas Pietschmann
- Johannes Schaefer
- Claudia Schermutzki
- Christian Stark
- Isabella Vértes-Schütter
- Jasmin Wagner
- Lilo Wanders
- Jens Wawrczeck
- Douglas Welbat
- Gustav Peter Wöhler

## Veröffentlichungen

### Trauerhörbücher
- Live aus dem Hamburger Michel (2005)
- Humboldt-Briefe (2005)
- Ohne Dich mit Dir (2010)

### Hamburg-Krimis
- Todesfalle Speicherstadt (2010)
- Fegefeuer am Grindel (2010)
- Der Tod in Harvestehude (2010)
- Grüne Hölle Hagenbeck (2010)
- Phantom vom Fischmarkt (2010)
- Goldfische in Ottensen (2010)
- Tod + Teufel auf St. Pauli (2011)
- Ladykiller in Eppendorf (2011)
- Todesengel Reeperbahn (2012)

### Zeitgenössische Literatur
- Der Schrei (2011)
- Snowy Evening (2011)
- In Hamburg kann die Nacht nicht süße Melodien summen (2012)
- Der Mieter (2012)
- drei (2013)
- Juju und die fernen Inseln (2014)
- Giovannis Zimmer (2014)
- Belphégor – das Phantom des Louvre (2015)

### Science Fiction
- Die Schläfer – Unheimliches Erwachen in der Antarktis (2013)

### Lyrik
- RODINGs WörterWellen (2011)

### Satire
- Der Frauenfreund (2015)